# Rakul Preet Singh
Rakul Preet Singh (née le 10 octobre 1990) est une actrice et mannequin indienne qui travaille principalement dans les industries du film Télougou et Tamoul. Elle est également apparue dans un certain nombre de films Hindi et Kannada.

## Filmographie
| Année | Film                     | Rôle                           | Langue   | Notes                                         |
| ----- | ------------------------ | ------------------------------ | -------- | --------------------------------------------- |
| 2009  | Gilli                    | Anitha                         | Kannada  |                                               |
| 2011  | Keratam                  | Sangeetha                      | Télougou |                                               |
| 2011  | Yuvan                    | Meera                          | Tamoul   |                                               |
| 2012  | Thadaiyara Thaakka       | Gayathri Ramakrishnan          | Tamoul   |                                               |
| 2013  | Puthagam                 | Divya                          | Tamoul   |                                               |
| 2013  | Venkatadri Express       | Prarthana                      | Télougou |                                               |
| 2014  | Yaariyan                 | Saloni                         | Hindi    |                                               |
| 2014  | Yennamo Yedho            | Nithya                         | Tamoul   |                                               |
| 2014  | Rough                    | Nandu                          | Télougou |                                               |
| 2014  | Loukyam                  | Chandrakala "Chandu"           | Télougou |                                               |
| 2014  | Current Theega           | Kavitha                        | Télougou |                                               |
| 2015  | Pandaga Chesko           | Divya                          | Télougou |                                               |
| 2015  | Kick 2                   | Chaitra                        | Télougou |                                               |
| 2015  | Bruce Lee                | Rishomi "Riya"                 | Télougou |                                               |
| 2016  | Nannaku Prematho         | Divyanka "Divya" Krishnamurthy | Télougou | Prix SIIMA de la meilleure actrice – Télougou |
| 2016  | Sarrainodu               | Mahalakshmi / Jaanu            | Télougou |                                               |
| 2016  | Dhruva                   | Ishika                         | Télougou |                                               |
| 2017  | Winner                   | Sitara                         | Télougou |                                               |
| 2017  | Rarandoi Veduka Chudham  | Bhramarambha                   | Télougou |                                               |
| 2017  | Jaya Janaki Nayaka       | Janaki / Sweety                | Télougou |                                               |
| 2017  | Spyder                   | Charlie                        | Télougou | Film Bilingue                                 |
| 2017  | Spyder                   | Shalini                        | Tamoul   | Film Bilingue                                 |
| 2017  | Theeran Adhigaaram Ondru | Priya Theeran                  | Tamoul   |                                               |
| 2018  | Aiyaary                  | Sonia Gupta                    | Hindi    |                                               |
| 2019  | NTR Kathanayakudu        | Sridevi                        | Télougou | Special apparence                             |
| 2019  | Dev                      | Meghna Padmavati               | Tamoul   |                                               |
| 2019  | De De Pyaar De           | Ayesha Khurana                 | Hindi    |                                               |
| 2019  | NGK                      | Vanathi Thyagarajan            | Tamoul   |                                               |
| 2019  | Manmadhudu 2             | Avanthika                      | Télougou |                                               |
| 2019  | Marjaavaan               | Aarzoo Siddiqui                | Hindi    |                                               |
| 2020  | Shimla Mirchi            | Naina Sharma                   | Hindi    |                                               |
| 2021  | Check                    | Advocate Manasa                | Télougou |                                               |
| 2021  | Sardar Ka Grandson       | Radha Kaur Khasan              | Hindi    |                                               |
| 2021  | Konda Polam              | Obulamma                       | Télougou |                                               |
| 2022  | Attack                   | Dr. Sabaha Qureshi             | Hindi    |                                               |
| 2022  | Runway 34                | Tanya Albuquerque              | Hindi    |                                               |
| 2022  | Cuttputlli               | Divya Malhotra                 | Hindi    |                                               |
| 2022  | Doctor G                 | Dr. Fatima Duggal              | Hindi    |                                               |
| 2022  | Thank God                | Sub Inspector Ruhi Kapoor      | Hindi    |                                               |
| 2023  | Chhatriwali              | Sanya Dhingra                  | Hindi    |                                               |
| 2023  | Boo                      | Kaira                          | Tamoul   | Film Bilingue                                 |
| 2023  | Boo                      | Kaira                          | Télougou | Film Bilingue                                 |
| 2023  | I Love You               | Satya Prabhakar                | Hindi    |                                               |
| 2024  | Ayalaan                  | Tara                           | Tamoul   |                                               |
| 2024  | Indian 2                 | Disha                          | Tamoul   |                                               |